# Saison 2012-2013 de l'AS Rome
Maillots
Chronologie
Saison précédente Saison suivante
La saison 2012-2013 de l'AS Rome est la 82e saison des Romains dans l'élite
Cette saison restera une saison désastreuse pour les supporters de la Louve qui, ayant cru au renouveau de son équipe avec l'arrivée du "Bohème" Zdeněk Zeman, se seront fait de grosses illusions...

## Transferts
| Nom                   | Nationalité | Transfert                        | Provenance/Destination   | Division             |
| --------------------- | ----------- | -------------------------------- | ------------------------ | -------------------- |
| Arrivées              |             |                                  |                          |                      |
| Dodo                  | Brésil      | Transfert Libre                  | SC Corinthians           | Brasileirao          |
| Michael Bradley       | États-Unis  | Transfert (3.8 millions d'euros) | AC Chievo Verona         | Serie A              |
| Marquinhos            | Brésil      | Transfert (4.5 millions d'euros) | SC Corinthians           | Brasileirao          |
| Vasílis Torosídis     | Grèce       | Transfert (0.4 million d'euros)  | Olympiakos               | Superleague Elláda   |
| Federico Balzaretti   | Italie      | Transfert (4.5 millions d'euros) | US Città di Palermo      | Serie A              |
| Marquinho             | Brésil      | Transfert (3.5 millions d'euros) | Fluminense               | Brasileirao          |
| Mauro Goicoechea      | Uruguay     | Prêt                             | Danubio FC               | Primera División     |
| Iván Piris            | Paraguay    | Prêt                             | Club Deportivo Maldonado | División Profesional |
| Mattia Destro         | Italie      | Prêt                             | Genoa                    | Serie A              |
| Panagiotis Tachtsidis | Grèce       | Prêt                             | Genoa                    | Serie A              |
| Départs               |             |                                  |                          |                      |
| Fabio Borini          | Italie      | Transfert (12.25 millions)       | Liverpool FC             | Premier League       |
| Leandro Greco         | Italie      | Transfert (0,8 million d'euros)  | Olympiakos               | Superleague Elláda   |
| Juan                  | Brésil      | Résiliation de contrat           | SC Internacional         | Brasileirao          |
| Fabio Simplicio       | Brésil      | Résiliation de contrat           | Cerezo Osaka             | J.League 1           |
| Aleandro Rosi         | Italie      | Résiliation de contrat           | Parme FC                 | Serie A              |
| Gabriel Heinze        | Argentine   | Résiliation de contrat           | Newell's Old Boys        | Primera división     |
| Marco Cassetti        | Italie      | Fin de contrat                   | Watford                  | Championship         |
| Cicinho               | Brésil      | Fin de contrat                   | Sivasspor                | Spor Toto Süper Lig  |

## Résultats

### Championnat

#### Calendrier
| Date       | J.  | Adversaire       | Lieu                             | Score | Buteurs                                     |
| ---------- | --- | ---------------- | -------------------------------- | ----- | ------------------------------------------- |
| 26/08/2012 | 1re | Catane           | Stadio Olimpico, Rome            | 2-2   | Osvaldo 59e López 90e                       |
| 2/09/2012  | 2e  | Inter Milan      | Giuseppe Meazza, Milan           | 1-3   | Florenzi 15e Osvaldo 67e Marquinho 81e      |
| 16/09/2012 | 3e  | Bologne          | Stadio Olimpico, Rome            | 2-3   | Florenzi 6e Lamela 16e                      |
| 23/09/2012 | 4e  | Cagliari         | Stadio Is Arenas, Cagliari       | 0-3   | FORFAIT                                     |
| 26/09/2012 | 5e  | Sampdoria        | Stadio Olimpico, Rome            | 1-1   | Totti 35e                                   |
| 29/09/2012 | 6e  | Juventus         | Juventus Stadium, Turin          | 4-1   | Osvaldo 69e (pen.)                          |
| 7/10/2012  | 7e  | Atalanta         | Stadio Olimpico, Rome            | 2-0   | Lamela 30e Bradley 62e                      |
| 21/10/2012 | 8e  | Genoa            | Luigi Ferraris, Gênes            | 2-4   | Totti 27e Osvaldo 44e 56e Lamela 83e        |
| 28/10/2012 | 9e  | Udinese          | Stadio Olimpico, Rome            | 2-3   | Lamela 22e 24e                              |
| 31/10/2012 | 10e | Parme            | Ennio Tardini, Rome              | 3-2   | Lamela Totti 71e                            |
| 4/11/2012  | 11e | Palerme          | Stadio Olimpico, Rome            | 4-1   | Totti 11e Osvaldo 31e Lamela 69e Destro 79e |
| 11/11/2012 | 12e | Lazio            | Stadio Olimpico, Rome            | 3-2   | Lamela 9e Pjanić 86e                        |
| 19/11/2012 | 13e | Torino           | Stadio Olimpico, Rome            | 2-0   | Osvaldo 71e (pen.) Pjanić 86e               |
| 25/11/2012 | 14e | Pescara          | Giovanni Cornacchia, Pescara     | 0-1   | Mattia Destro 5e                            |
| 2/12/2012  | 15e | Sienne           | Artemio Franchi, Sienne          | 1-3   | Destro 63e 90+1e Perrotta 86e               |
| 8/12/2012  | 16e | ACF Fiorentina   | Stadio Olimpico, Rome            | 4-2   | Castan 7e Totti 19e 45+1e Osvaldo 89e       |
| 16/12/2012 | 17e | Chievo Vérone    | Marcantonio Bentegodi, Verone    | 1-0   |                                             |
| 22/12/2012 | 18e | AC Milan         | Stadio Olimpico, Rome            | 4-2   | Burdisso 13e Osvaldo 23e Lamela 30e 61e     |
| 6/01/2013  | 19e | Naples           | San Paolo, Naples                | 4-1   | Osvaldo 72e                                 |
| 13/01/2013 | 20e | Catane           | Angelo Massimino, Catane         | 1-0   |                                             |
| 20/01/2013 | 21e | Inter Milan      | Stadio Olimpico, Rome            | 1-1   | Totti 22e                                   |
| 27/01/2013 | 22e | Bologne          | Renato Dall'Ara, Bologne         | 3-3   | Florenzi 9e Osvaldo 18e Tachtsidis 74e      |
| 1/02/2013  | 23e | Cagliari         | Stadio Olimpico, Rome            | 2-4   | Totti 35e Marquinho 90+4e                   |
| 10/02/2013 | 24e | Sampdoria        | Luigi Ferraris, Gênes            | 3-1   | Lamela 75e                                  |
| 16/02/2013 | 25e | Juventus         | Stadio Olimpico, Rome            | 1-0   | Totti                                       |
| 24/02/2013 | 26e | Atalanta Bergame | Atleti Azzurri d'Italia, Bergame | 2-3   | Marquinho 12e Pjanić 34e Torosidis 71e      |
| 3/03/2013  | 27e | Genoa            | Stadio Olimpico, Rome            | 3-1   | Totti 16e (pen.) Romagnoli 58e Perrotta 88e |
| 9/03/2013  | 28e | Udinese          | Friuli, Udine                    | 1-1   | Erik Lamela 20e                             |
| 17/03/2013 | 29e | Parme            | Stadio Olimpico, Rome            | 2-0   | Lamela 7e Totti 70e                         |
| 30/03/2013 | 30e | Palerme          | Renzo-Barbera, Palerme           | 2-0   |                                             |
| 8/04/2013  | 31e | Lazio            | Stadio Olimpico, Rome            | 1-1   | Totti 56e (pen.)                            |
| 14/04/2013 | 32e | Torino           | Stadio Olimpico, Turin           | 1-2   | Osvaldo 22e Lamela 60e                      |
| 21/04/2013 | 33e | Pescara          | Stadio Olimpico, Rome            | 1-1   | Destro 51e                                  |
| 28/04/2013 | 34e | Sienne           | Stadio Olimpico, Rome            | 4-0   | Osvaldo 14e 41e 67e Lamela 16e              |
| 4/05/2013  | 35e | ACF Fiorentina   | Artemio Franchi, Florence        | 0-1   | Osvaldo 90+2e                               |
| 7/05/2013  | 36e | Chievo Vérone    | Stadio Olimpico, Rome            | 0-1   |                                             |
| 12/05/2013 | 37e | AC Milan         | San Siro, Milan                  | 0-0   |                                             |
| 19/05/2013 | 38e | Naples           | Stadio Olimpico, Rome            | 2-1   | Marquinho 47e Destro 58e                    |

### Coupe d'Italie

#### Calendrier
| 8e de Finale           | AS Rome                                                        | 3 – 0   | Atalanta Bergame | Rome, Stadio olimpico     |                           |
| 11 décembre 2012 20h45 | Pjanić 21e · Osvaldo 31e · Destro 51e · 54e Osvaldo · De Rossi | (2 – 0) | x 2              | Arbitrage : Carmine Rosso | Arbitrage : Carmine Rosso |

| 1/4 de Finale         | ACF Fiorentina | 0 – 1 a.p | AS Rome                                                                               | Florence, Artemio Franchi  |                            |
| 13 janvier 2013 20h45 | 120+1e · x 4   | (0 – 0)   | 97e Destro · 117e Taddei 120+1e Dodo · Florenzi Burdisso Pjanić Bradley Castan Taddei | Arbitrage : Nicola Rizzoli | Arbitrage : Nicola Rizzoli |

| 1/2e Finale Aller     | AS Rome                                     | 2 – 1   | Inter Milan       | Rome, Stadio olimpico       |                             |
| 23 janvier 2013 20h45 | Florenzi 13e · Destro 33e · Lamela Burdisso | (2 – 1) | 44e Palacio · x 3 | Arbitrage : Andrea De Marco | Arbitrage : Andrea De Marco |

| 1/2e Finale Retour  | Inter Milan                                      | 2 – 3   | AS Rome                        | Milan, Giuseppe Meazza     |                            |
| 17 avril 2013 20h45 | Jonathan 21e · Álvarez 80e · Jonathan Juan Jesus | (1 – 0) | 55e 59e Destro · 74e Torosidis | Arbitrage : Mauro Bergonzi | Arbitrage : Mauro Bergonzi |

| Finale            | AS Rome                             | 0 – 1   | Lazio Rome      | Rome, Stadio olimpico      |                            |
| 26 mai 2013 20h45 | Balzaretti Marquinho Burdisso Totti | (0 – 0) | 71e Lulic · x 4 | Arbitrage : Daniele Orsato | Arbitrage : Daniele Orsato |

## Statistiques championnat
Victoires  - Nuls  - Défaites 
| Journée    | 1  | 2 | 3 | 4 | 5 | 6 | 7  | 8  | 9  | 10 | 11 | 12 | 13 | 14 | 15 | 16 | 17 | 18 | 19 | 20 | 21 | 22 | 23 | 24 | 25 | 26 | 27 | 28 | 29 | 30 | 31 | 32 | 33 | 34 | 35 | 36 | 37 | 38 |
| ---------- | -- | - | - | - | - | - | -- | -- | -- | -- | -- | -- | -- | -- | -- | -- | -- | -- | -- | -- | -- | -- | -- | -- | -- | -- | -- | -- | -- | -- | -- | -- | -- | -- | -- | -- | -- | -- |
| Terrain    | D  | E | D | E | D | E | D  | E  | D  | E  | D  | E  | D  | E  | E  | D  | E  | D  | E  | E  | D  | E  | D  | E  | D  | E  | D  | E  | D  | E  | D  | E  | D  | D  | E  | D  | E  | D  |
| Résultat   |    |   |   |   |   |   |    |    |    |    |    |    |    |    |    |    |    |    |    |    |    |    |    |    |    |    |    |    |    |    |    |    |    |    |    |    |    |    |
| Points     | 1  | 4 | 4 | 7 | 8 | 8 | 11 | 14 | 14 | 14 | 17 | 17 | 20 | 23 | 26 | 29 | 29 | 32 | 32 | 32 | 33 | 34 | 34 | 34 | 37 | 40 | 43 | 44 | 47 | 47 | 48 | 51 | 52 | 55 | 58 | 58 | 59 | 62 |
| Classement | 10 | 6 | 7 | 5 | 6 | 7 | 5  | 5  | 6  | 7  | 6  | 7  | 6  | 6  | 6  | 5  | 6  | 6  | 6  | 6  | 7  | 8  | 8  | 9  | 8  | 8  | 7  | 7  | 6  | 7  | 7  | 5  | 6  | 5  | 5  | 6  | 7  | 6  |

- Meilleur score : Rome - Sienne : 4 - 0 (28/04/13)
- Pire défaite : Juventus - Rome  (29/09/12) : 4 - 1 et Naples - Rome (6/01/13) : 4 - 1

### Buteurs
Pablo Osvaldo : 16 

Erik Lamela : 15 

Francesco Totti : 12 

Mattia Destro : 6  

Marquinho : 4 

Alessandro Florenzi : 3 

Miralem Pjanić : 3 

Simone Perrotta : 2 